# 吉辽省
吉辽省，是1946年在吉林、辽宁东部解放区设立的一个省份。

## 历史
1946年1月12日，东北局做出《关于辽北省与吉林省合并的决定》，将辽北省、吉林省在中长铁路以东各市、县和安东省通化地区各县、市合并，建立东满分局和东满军区（吉辽省委和吉辽军区）。1月21日至23日，林枫在海龙镇召开东满党政军主要负责人参加的海龙会议，宣布：在吉林省工委的基础上组建中共吉辽省委（亦称“东满军区”），林枫兼书记，张启龙任副书记；将吉林军区扩建为吉辽军区（亦称“东满军区”），周保中任司令员,林枫兼政委。2月8日，吉林省工委、军区由永吉县岔路河迁至磐石，与林枫所率人员会合，中共吉辽省委、吉辽军区正式组成。4月15日，吉林省政府、中共吉辽省委自磐石迁入吉林市。5月27日，驻吉林市党政军机关撤出吉林市，吉辽省党政军机关撤到敦化，吉林分省委及所属部队撤往舒兰。 7月11日东北局决定撤销吉辽省委和吉辽军区，成立中共吉林省委和吉林军区，吉林省政府领导机构未作变动。
1946年2月，东满铁路管理局在梅河口成立，3月迁至吉林市，5月撤至图们，后并入牡丹江铁路管理局。 

## 区划
- 吉东省分委：2月下旬，中共吉东分省委建立。唐天际任书记、辖区为延吉、和龙、汪清、珲春、安图、敦化、蛟河、额穆等县。 5月1日，《延边民报》改为《吉东日报》，成为中共吉东分省委机关报。1947年2月3日，中共吉东分省委撤销，成立中共延边地委，驻龙井。 孔原任地委书记。辖延吉、珲春、和龙、汪清等县。
- 吉林省分委：
  - 吉北地委：2月，中共吉北地委、吉北专署在舒兰县成立。李梦令任地委书记，武少文任专员。辖区为舒兰、德惠、榆树、九台等县。4月下旬，吉北地委与专署撤销。
- 通化省分委：2月6日，中共通化分省委成立，吴溉之任书记。辖区包括：通化、辑安、柳河、临江、长白、抚松、濛江、金川等县 2月10日，东北局决定，为统一通化后方之建设与加强领导，中共通化分省委升格为中共通化省委，吴溉之任书记；2月16日，东北民主联军总部发布命令，原后方司令部改为通化保安司令部，任命何长工为司令员、吴溉之为政委。原抗日军政大学总校改为东北民主联军军政大学。2月19日，通化支队更名为杨靖宇支队，朝鲜义勇军第一支队更名为李红光支队。
- 辽北省分委： 2月9日，中共辽北分省委和省军区在东丰成立。周赤萍任分省委书记，万毅任军区司令员。 4月1日，中共辽北分省委机关刊物《辽北群众》创刊。4月19日，辽北省临时参议会在东丰召开，会议通过辽北省政府施政纲领，选出王焕文、李砥平为正副议长，选出省主席阎宝航（未到职）、副主席栗又文（未到职）等，正式组建辽北省政府。